# Чесновникови
Чесновниковите (Pelobatidae) са семейство безопашати земноводни (Anura) със само един жив род Чесновници (Pelobates), съдържащ шест вида.

## Разпространение
Представителите на това семейство са разпространени в Европа, Средиземно море, Северозападна Африка и Западна Азия.

## Описание
Това са малки до големи на размер жаби с дължина до 10 см. Тъй като са предимно ровещи се, т.е. ровят се в песъчливи почви, имат втвърдени изпъкналости на краката си, за да подпомогнат копаенето.

## Размножаване
Те излизат от земята по време на дъжд и се размножават във водоеми, които обикновено са временни (докато водата се изпари). Поради тази причина животът на поповите лъжички е необичайно кратък, с бързо развитие до формата на възрастен индивид само за две седмици. За по-нататъшно ускоряване на растежа си, някои от поповите лъжички са канибалисти и ядат своите „братя“, за да увеличат снабдяването си с протеини.

## Класификация
Седемте вида американски крастави жаби от родовете Scaphiopus и Spea по-рано също са били включени в семейство Pelobatidae, но сега обикновено се разглеждат като отделно семейство Scaphiopodidae.
Семейство Чесновникови
- Род †Elkobatrachus
  - †Elkobatrachus brocki
- Род †Liaobatrachus
- Род †Eopelobates
  - †Eopelobates anthracinus
  - †Eopelobates bayeri
  - †Eopelobates hinschei
  - †Eopelobates wagneri
- Род Pelobates – Чесновници
  - Pelobates balcanicus – Балканска чесновница
  - Pelobates cultripes – Западна чесновница
  - Pelobates fuscus – Чесновница
  - Pelobates syriacus – Сирийска чесновница[3]
  - Pelobates varaldii
  - Pelobates vespertinus